# Raspad kometa
Raspad kometa je pojam koji označava usitnjavanje i uništavanje jezgre kometa. Kometi mogu biti uništeni gravitacijskim utjecajem planeta (Shoemaker-Levy 9) ili se mogu raspasti prilikom njihovog prolaska pored Sunca (C/2012 S1, poznatiji kao Ison). Neki kometi koji orbitiraju oko Sunca za manje od 200 godina mogu se redovito podijeliti na dva dijela, a zatim ponovno stvoriti novu konfiguraciju jezgre kometa. Taj se proces može nastaviti kroz cijeli životni tijek kometa.